# أحمد بن يونس البراك
أحمد يونس البراك (ولد في 1958) كان سفير السعودية لدى كوريا الجنوبية من 2010 وحتى 2015، ثم سفيرًا للسعودية لدى اليابان خلال الأعوام 2015-2019م.

## المؤهلات والدورات التدريبية
- حاصل على درجة البكالوريوس في الدراسات الاجتماعية من جامعة الإمام محمد بن سعود الإسلامية بالرياض.
- حاصل على دبلوم الدراسات الدبلوماسية من المعهد الدبلوماسي بالرياض.

## الخدمة
- التحق بوزارة الخارجية عام 1982.
- قائم بأعمال سفارة المملكة العربية السعودية في لشبونة 1999-2002.
- عمل بوفد المملكة لدى الأمم المتحدة في جنيف 2002-2008.
- مدير عام إدارة العلاقات الاقتصادية الدولية 2008-2010.
- سفير للمملكة لدى جمهورية كوريا الجنوبية من عام 2010-2015.
- سفير للملكة لدى اليابان منذ عام 2015-2019.